# Vijaya Mehta

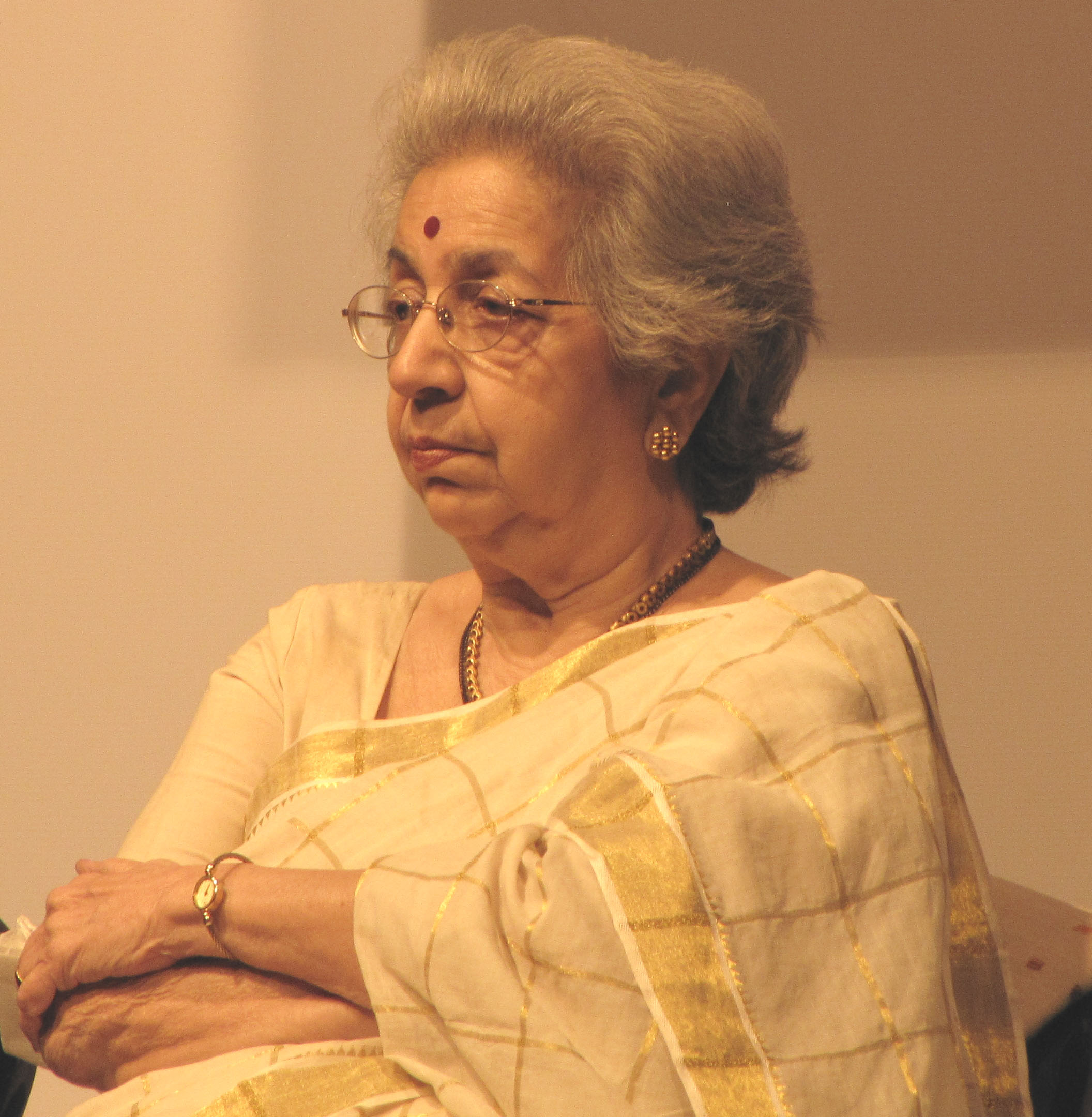
Vijaya Mehta (2012)

Vijaya Farrokh Mehta (geboren Vijaya Jaywant; * 4. November 1934 in Baroda, Bombay) ist eine indische Schauspielerin und Regisseurin am Theater und im Film.

## Biografie
Vijaya Mehta wurde im heutigen Gujarat geboren, graduierte an der Bombay University und studierte Theater bei Ebrahim Alkazi und Adi Marzban in Delhi. In den 1960er Jahren war sie eine der führenden Persönlichkeiten des experimentellen marathischen Theaters: sie gründete 1960 gemeinsam mit den Autoren Vijay Tendulkar, Arvind Deshpande und Shreeram Lagoo die Theatergruppe Rangayan und führte die Regie bei etwa 30 Stücken der Gruppe. Studienreisen und Einladungen führten sie nach Großbritannien, Frankreich, sowie in die BRD, DDR, UdSSR und USA.
Anfang der 1960er Jahre führte sie Brechts Der kaukasische Kreidekreis und Ionescus Die Stühle auf. Zu ihren wichtigsten modernen Bühnenproduktionen in Marathi gehören C. T. Khanolkars Ek Shoonya Bajirao (1966) sowie die Stücke Sultan, Yatanaghar und Holi von Mahesh Elkunchwar im Jahr 1970. Sie arbeitete an deutsch-indischen Theaterprojekten mit dem Regisseur Fritz Bennewitz, die Aufführungen von Bhasas Mudrarakshasa und Kalidasas Shakuntala mit deutschen Akteuren in Deutschland hervorbrachten.
1980 trat sie in einer kleinen Rolle in Shyam Benegals Kalyug auf, um Benegals Regiestil zu studieren. Diese Erfahrung gab ihr genügend Rückhalt für ihr Regiedebüt beim Film. Für den staatlichen indischen Fernsehsender Doordarshan verfilmte sie 1983 unter dem Titel Smritichitre die Autobiografie von Lakshmibai Tilak, der Frau des Philosophen Narayan V. Tilak. Im Folgejahr trat sie in Govind Nihalanis Elkunchwar-Verfilmung Party auf. Mit dem auf einer Kurzgeschichte von B. K. Karanjia aus den frühen 1950er Jahren basierenden Pestonjee (1987) – einer im Bombayer Parsen-Milieu spielenden Geschichte – schuf sie einen vieldiskutierten Klassiker des Hindi-Films. Außer Pestonjee besteht das meiste ihres filmischen Werkes aus Fernsehadaptionen ihrer Bühnenstücke.
1987 wurde sie zur Präsidentin des Akhil Bharatiya Natya Parishad gewählt. Von 1988 bis 1992 war sie Leiterin der National School of Drama in Delhi. 1993 wurde sie Executive Director des National Centre for the Performing Arts in Bombay.
Sie war in erster Ehe mit Durga Khotes jüngerem Sohn Harin verheiratet und wurde bereits mit 27 Jahren Witwe. Danach ehelichte sie den Bühnenschauspieler Farrokh Mehta.

## Filmografie
- 1980: Kalyug (Darsteller)
- 1983: Smritichitre (Regie, Darsteller) – Fernsehfilm
- 1984: Party (Darsteller)
- 1986: Rao Saheb (Regie, Darsteller)
- 1986: Shakuntala (Regie, Darsteller) – Fernsehfilm
- 1987: Sher Shivaji (Darsteller)
- 1987: Hamidabai Ki Kothi (Regie, Darsteller) – Fernsehfilm
- 1987: Haveli Bulund Thi (Regie, Darsteller) – Fernsehfilm
- 1987: Pestonjee (Regie)
- 1991: Lifeline (Darsteller) – Fernsehserie
- 2006: Quest (Darsteller)

## Theater
- 1980: Kalidasa: Shakuntala (Regie) (Schauspielhaus Leipzig)

## Auszeichnungen
- 1975: Sangeet Natak Akademi Award für ihre Theaterregien
- 1987: Padma Shri
- 1985: Beste Nebendarstellerin beim Asia-Pacific Film Festival für ihre Rolle in Party
- 1986: National Film Award als Beste Nebendarstellerin für ihre Rolle in Rao Saheb